# Serravalle Langhe
Serravalle Langhe (Saraval in piemontese) è un comune italiano di 315 abitanti della provincia di Cuneo in Piemonte.

## Monumenti e luoghi d'interesse

Veduta Chiesa Maria Vergine Assunta

I principali edifici degni di nota sono: 
- Palazzo marchionale
- Cappella di San Michele Arcangelo
- Chiesa della Maria Vergine Assunta
- Oratorio di San Michele

Inoltre è da segnalare il belvedere panoramico in via Tibaldi, con la presenza di esemplare di ippocastano secolare.

## Società

### Evoluzione demografica
Negli ultimi cento anni, a partire dal 1921, la popolazione è diminuita del 60 %.
Abitanti censiti

## Amministrazione
Di seguito è presentata una tabella relativa alle amministrazioni che si sono succedute in questo comune.
| Periodo        | Periodo        | Primo cittadino      | Partito                              | Carica  | Note  |
| -------------- | -------------- | -------------------- | ------------------------------------ | ------- | ----- |
| 5 giugno 1985  | 21 maggio 1990 | Maria Camilla        | lista civica                         | Sindaco | [ 7 ] |
| 21 maggio 1990 | 24 aprile 1995 | Gianni Corrado       | -                                    | Sindaco | [ 7 ] |
| 24 aprile 1995 | 14 giugno 1999 | Gianni Corrado       | -                                    | Sindaco | [ 7 ] |
| 14 giugno 1999 | 28 giugno 2004 | Gianni Corrado       | lista civica                         | Sindaco | [ 7 ] |
| 28 giugno 2004 | 8 giugno 2009  | Giovanni Oddo        | lista civica                         | Sindaco | [ 7 ] |
| 8 giugno 2009  | 26 maggio 2014 | Giovanni Oddo        | lista civica                         | Sindaco | [ 7 ] |
| 26 maggio 2014 | in carica      | Noemi Maria Carretto | lista civica: giovani per Serravalle | Sindaco | [ 7 ] |

### Altre informazioni amministrative
Il comune faceva parte della comunità montana Alta Langa e Langa delle Valli Bormida e Uzzone.